# Cosmao (croiseur)
Pour les articles homonymes, voir Cosmao.
Le Cosmao est un croiseur de 3e classe de type Surcouf de la Marine française en service de 1891 à 1919.

## Historique

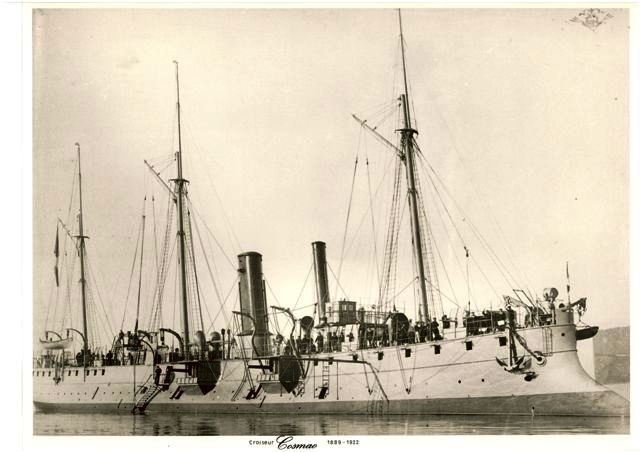
Le Cosmao

Mis en service le 14 août 1891, le Cosmao est affecté à Toulon. Il prend part en septembre 1896 aux événements en Crête puis est en service à Constantinople en 1899-1900 avant d'incorporer l'Escadre du Nord et de participer à la Première Guerre mondiale comme mouilleur de mines au Maroc et en Méditerranée.
Le 19 juillet 1912, à cause du soutien des habitants de la région d'Agadir à Ahmed el Hiba, il escorte le garde côte chérifien Marrakchi qui bombarde la casbah d'Agadir (Agadir Oufella).
Il est désarmé le 30 octobre 1919.

## Caractéristique
- Déplacement : 1 850 tonnes
- Longueur : 95,70 mètres
- Maître-bau : 9,50 mètres
- Tirant d'eau : 5,20 mètres
- Puissance : 5 700 cv
- Vitesse : 19 nœuds
- Équipage : 186 hommes
- Armement : 4 canons de 138 mm
  - 9 canons de 47 mm
  - 5 tubes lance-torpilles

## Commandants[3]
- 1891 : Augustin Emmanuel Hubert Gaston Boué de Lapeyrère
- 1892-1895 : Joseph-Henri Merleaux-Ponty
- 1895 : Pierre Raymond Dufayot de la Maisonneuve
- 1896-1898 : Louis Albert Victor Despréaux de Saint-Sauveur-Bougainville
- Mai-novembre 1898 : Fernand Zacharie Marie Jan-Kerguistel
- Novembre 1898-1899 : Édouard Thomas Joseph Deman
- 1899-1900 : Antoine Jean Baptiste Armand Barry
- 1900-1902 : Pierre Garnault
- Mars-mai 1902 : Jean Augustin Joseph Louis Allemand
- Mai 1902-1904: Marie Henry de Framond
- 1904-1905 : Jean Edmond Émile Alfred Aurillac
- 1905-1908 : Camille Charles Augustin Claudeville
- Juin-décembre 1908 : Charles Marie Paul Lagrésille
- 1908-1912 : Georges Henri Marie Nicolas André
- 1912-1913 : Gaston Raoul Marie Grandclément
- 1913-1915 : Abel Jules Revault
- 1915-1916 : Théophile Somborn
- 1916-1918 : Georges François René Didelot
- 1918-1919 : René Jules Augustin Chastaing